# 丹·戈林鲍姆
丹·戈林鲍姆（英語：Dan Greenbaum，1969年3月12日—），美国男子排球运动员。他曾代表美国国家队参加1992年夏季奥林匹克运动会排球比赛，获得一枚铜牌。他也曾参加1995年泛美运动会。